# Phoenix (Oregon)
Phoenix és una població dels Estats Units a l'estat d'Oregon. Segons el cens del 2000 tenia 4.060 habitants.

## Demografia
Segons el cens del 2000, Phoenix tenia 4.060 habitants, 1.746 habitatges, i 1.117 famílies. La densitat de població era de 1.254,1 habitants per km².
Dels 1.746 habitatges en un 28,5% hi vivien nens de menys de 18 anys, en un 49,6% hi vivien parelles casades, en un 11,1% dones solteres, i en un 36% no eren unitats familiars. En el 29,3% dels habitatges hi vivien persones soles el 14,9% de les quals corresponia a persones de 65 anys o més que vivien soles. El nombre mitjà de persones vivint en cada habitatge era de 2,32 i el nombre mitjà de persones que vivien en cada família era de 2,84.
Per edats la població es repartia de la següent manera: un 23,2% tenia menys de 18 anys, un 7,5% entre 18 i 24, un 24,7% entre 25 i 44, un 23,5% de 45 a 60 i un 21,1% 65 anys o més.
L'edat mediana era de 41 anys. Per cada 100 dones de 18 o més anys hi havia 84 homes.
La renda mediana per habitatge era de 31.701$ i la renda mediana per família de 38.176$. Els homes tenien una renda mediana de 29.832$ mentre que les dones 23.719$. La renda per capita de la població era de 16.828$. Aproximadament el 8,6% de les famílies i l'11,6% de la població estaven per davall del llindar de pobresa.

## Poblacions properes
El següent diagrama mostra les poblacions més properes.